# Stemmops
Stemmops es un género de arañas de la familia Theridiidae, orden Araneae. Fue descrito por el británico Octavius Pickard-Cambridge en 1894.

## Especies
- Stemmops belavista Marques & Buckup, 1996
- Stemmops bicolor O. Pickard-Cambridge, 1894
- Stemmops cambridgei Levi, 1955
- Stemmops carajas Santanna & Rodrigues, 2018
- Stemmops caranavi Marques & Buckup, 1996
- Stemmops carauari Santanna & Rodrigues, 2018
- Stemmops carius Marques & Buckup, 1996
- Stemmops concolor Simon, 1898
- Stemmops cryptus Levi, 1955
- Stemmops forcipus Zhu, 1998
- Stemmops guapiacu Santanna & Rodrigues, 2018
- Stemmops lina Levi, 1955
- Stemmops mellus Levi, 1964
- Stemmops murici Santanna & Rodrigues, 2018
- Stemmops nigrabdomenus Zhu, 1998
- Stemmops nipponicus Yaginuma, 1969
- Stemmops ornatus (Bryant, 1933)
- Stemmops orsus Levi, 1964
- Stemmops osorno (Levi, 1963)
- Stemmops pains Santanna & Rodrigues, 2018
- Stemmops questus Levi, 1955
- Stemmops salenas Marques & Buckup, 1996
- Stemmops satpudaensis Rajoria, 2015
- Stemmops servus Levi, 1964
- Stemmops subtilis (Simon, 1895)
- Stemmops vicosa Levi, 1964
- Stemmops victoria Levi, 1955